# Slovenska popevka 1967
Slovenska popevka 1967 je potekala 9. junija v Hali A ljubljanskega Gospodarskega razstavišča.

## Nastopajoči
| #   | Izvajalec       | Naslov pesmi              | Avtor glasbe       | Avtor besedila  | Avtor aranžmaja |
| --- | --------------- | ------------------------- | ------------------ | --------------- | --------------- |
| 1.  | Berta Ambrož    | Dan kot dnevi vsi         | Dušan Porenta      | Milan Lindič    | Mario Rijavec   |
| 2.  | Alenka Pinterič | Gobice                    | Mojmir Sepe        | Gregor Strniša  | Mojmir Sepe     |
| 3.  | Jožica Svete    | Jablana in hrast          | Jure Robežnik      | Gregor Strniša  | Jure Robežnik   |
| 4.  | Franc Korbar    | Klavir mojih sanj         | Igor Habbe         | Peter Ajdič     | Mario Rijavec   |
| 5.  | Tatjana Gros    | Klic iz davnin            | Janez Jemec        | Janez Jemec     | Bojan Adamič    |
| 6.  | Stane Mancini   | Mavrica                   | Franc Jagodic      | Elza Budau      | Ati Soss        |
| 7.  | Alenka Pinterič | Mini                      | Jože Privšek       | Gregor Strniša  | Jože Privšek    |
| 8.  | Metka Štok      | Moja mladost              | Igor Habbe         | Peter Ajdič     | Bojan Adamič    |
| 9.  | Berta Ambrož    | Pišeš mi                  | Jože Privšek       | Miroslav Košuta | Jože Privšek    |
| 10. | Majda Sepe      | Plaz                      | Jure Robežnik      | Smiljan Rozman  | Jure Robežnik   |
| 11. | Bojan Kodrić    | Pobegle note              | Ati Soss           | Elza Budau      | Ati Soss        |
| 12. | Bor Gostiša     | Rapsodija                 | Branko Weissbacher | Branko Šömen    | Mario Rijavec   |
| 13. | Majda Sepe      | Sedi na oblak             | Mojmir Sepe        | Elza Budau      | Mojmir Sepe     |
| 14. | Irena Kohont    | Ure bile so minute takrat | Pavel Mihelčič     | Borut Finžgar   | Jože Privšek    |
| 15. | Elda Viler      | Vabilo                    | Ati Soss           | Gregor Strniša  | Ati Soss        |
| 16. | Lidija Kodrič   | Vikingi                   | Jure Robežnik      | Miroslav Košuta | Jure Robežnik   |
| 17. | Elda Viler      | Vzameš me v roke          | Mojmir Sepe        | Miroslav Košuta | Mojmir Sepe     |
| 18. | Bojan Kodrić    | Zakaj                     | Jože Privšek       | Elza Budau      | Jože Privšek    |
| 19. | Frenk Centa     | Želja                     | Jože Horvat        | Jože Horvat     | Mario Rijavec   |

1. ↑  Pevec Bojan Kodrić, sicer iz Zagreba, je pesmi Pobegle note in Zakaj zapel v slovenščini.

## Seznam nagrajencev
Nagrade strokovne žirije
- 1. nagrada: Vzameš me v roke Mojmirja Sepeta (glasba) in Miroslava Košute (besedilo) v izvedbi Elde Viler
- 2. nagrada: Jablana in hrast Jureta Robežnika (glasba) in Gregorja Strniše (besedilo) v izvedbi Jožice Svete
- 3. nagrada: Mini Jožeta Privška (glasba) in Gregorja Strniše (besedilo) v izvedbi Alenke Pinterič

Nagrada za besedilo
- Miroslav Košuta za pesem Vikingi